# Pierre Antoine Chauvet
Pour les articles homonymes, voir Chauvet.
Pierre Chauvet, né le 1er juillet 1728 à Seyne et mort le 29 mai 1808 à Mézel (Basses-Alpes), est un homme politique français, député à la Législative en septembre 1791.

## Biographie
De situation aisée, il achète une partie de la seigneurie de Beynes en 1756, puis l’office royal de juge à Mézel (1762), puis celui de lieutenant général civil et criminel à Digne (1771).
En 1790, il est le premier procureur général syndic des Basses-Alpes, puis est élu député à la Législative. Après l’auto-dissolution de cette assemblée et l’abolition de la monarchie, il est commissaire auprès des tribunaux civils, révoqué le 6 nivôse an VI. Les deux années suivantes, il est à nouveau juge, jusqu’à la réforme de 1800.